# Otrog Skalistyj
Otrog Skalistyj (Transliteration von russisch Отрог Скалистый Otrog Skalisty, deutsch ‚Felsiger Sporn‘) ist ein Gebirgskamm im ostantarktischen Mac-Robertson-Land. Er ragt vom Mawson Escarpment in den Manning-Gletscher hinein. 
Russische Wissenschaftler benannten ihn.